# Ian McCulloch (attore)
Ian McCulloch (Glasgow, 18 novembre 1939) è un attore britannico.

## Biografia
Ha interpretato i due horror italiani Zombi 2, diretto da Lucio Fulci nel 1979, e Zombi Holocaust, diretto da Marino Girolami nel 1980. Ha inoltre interpretato molte serie televisive ed è stato protagonista della serie di fantascienza post-apocalittica I sopravvissuti (1975-1977).

## Filmografia parziale

### Cinema
- It!, regia di Herbert J. Leder (1966)
- La vera storia del dottor Jekyll, regia di Stephen Weeks (1971) (non accreditato)
- Zombi 2, regia di Lucio Fulci (1979)
- Zombi Holocaust, regia di Marino Girolami (1980)
- Contamination, regia di Luigi Cozzi (1980)

### Televisione
- I sopravvissuti (Survivors) - serie TV, 26 episodi (1975-1977)
- I Professionals - serie TV, 1 episodio (1980)